# Juan Cipriano
Juan Cipriano (ur. 18 maja 1952) – filipiński narciarz alpejski, uczestnik Zimowych Igrzysk Olimpijskich 1972 w Sapporo.
Na zimowych igrzyskach olimpijskich w 1972 roku w Sapporo wziął udział w dwóch konkurencjach, jednak ich nie ukończył.
Cipriano nigdy nie startował na mistrzostwach świata.
Cipriano jest kuzynem innego filipińskiego narciarza alpejskiego i olimpijczyka, Bena Nanasci.

## Osiągnięcia

### Zimowe igrzyska olimpijskie
| Igrzyska     | Konkurencja | Czas | Wynik | Zwycięzca                 |
| ------------ | ----------- | ---- | ----- | ------------------------- |
| Sapporo 1972 | Gigant      | -    | DNF   | Gustav Thöni              |
| Sapporo 1972 | Slalom      | -    | DNF   | Francisco Fernández Ochoa |